# Киселёв, Валентин Афанасьевич
Валентин Афанасьевич Киселев (11 мая 1936, Москва — 28 октября 2018, Москва) — авиаконструктор, автор учебников и научных разработок по проектированию самолётов, впервые в мире продемонстрировал машущий полет на примере разработанной модели машущекрылого летательного аппарата. Лауреат Государственной премии СССР.

## Биография
Валентин Афанасьевич Киселев родился в Москве в семье потомственных педагогов. Окончив школу, получил образование в области авиастроения и начал свою карьеру в конструкторском бюро С. В. Ильюшина. Затем работал в ОКБ А. Н. Туполева. Участвовал в проектировании самолётов Ил62, Ил38, Ту134, Ту154, Ту22М и др. Преподавал в Московском авиационном институте на кафедре «Проектирование самолётов» (доцент, позднее — профессор). За учебник «Проектирование самолётов» (1983, 3-е издание) в составе коллектива авторов под руководством члена-корреспондента Академии наук СССР С. М. Егера, был удостоен Государственной премии СССР. Мировую известность приобрел за исследование машущего полета и проектирование машущекрылых летательных аппаратов.

## Исследования машущего полета
С конца 70-х годов XX века и до настоящего времени Валентин Афанасьевич Киселев работает над исследованием машущего полета и проектированием машущекрылых летательных аппаратов (орнитоптера, махолета) различных размеров и назначения. Эта деятельность принесла ему мировую известность и популярность. Впервые в мире был осуществлен и продемонстрирован прессе машущий полет в 1981 г., о чём сообщалось в газетах «Комсомольская правда», «Труд», «Московский комсомолец» от 6 ноября 1981 г. По приглашению RAS (Королевское общество аэронавтики) и ряда английских музеев, Киселев В. А. делал в Англии доклады о машущем полете.